# Sinarpsdalen
Sinarpsdalen är en dalgång i Båstads kommun i Skåne. 
Dalen, som bildades för omkring 230 miljoner år sedan, är en naturskön, djup dal i Hallandsåsen som börjar vid Grevie åsar och mynnar vid Båstad. Idag kännetecknas dalen av ett småskaligt jordbrukslandskap med naturbetesområden och en värdefull flora. Fram till 1800-talet nyttjades dalen som gemensam utmark för byarna Böske, Drängstorp, Salomonhög och Sinarp. Västkustbanan gick ursprungligen genom dalen, en sträckning som ersattes av Hallandsåstunneln. 